# Poświętno
Poświętno [pronunciación en polaco: /pɔɕˈfjɛntnɔ/] es un pueblo ubicado en el distrito administrativo de Gmina Przemęt, dentro del Distrito de Wolsztyn, Voivodato de Gran Polonia, en el oeste de Polonia central. Se encuentra aproximadamente a 11 kilómetros al este de Przemęt, a 26 kilómetros al sureste de Wolsztyn, y a 54 kilómetros al suroeste de la capital regional Poznań.